# Xian Dongmei
Xian Dongmei (em chinês simplificado: 冼东妹, chinês tradicional: 冼東妹, pinyin: Xiǎn Dōngmèi; Sihui, 15 de setembro de 1975), é uma judoca da China.
Xian conquistou o bicampeonato olímpico na categoria até 52 kg, nos Jogos Olímpicos de Atenas em 2004 e nas Olimpíadas de Pequim em 2008..